# Rio Holje
Holje (em sueco: Holjeån) é um rio da Suécia. Nasce no lago Ocidental, na comuna de Olofström do condado da Blecíngia, passa pela comuna em direção ao nordeste do condado da Escânia, na comuna de Bromölla, e então deságua no lago Ivo. Possui 20,5 quilômetros de extensão.[a] Tem uma bacia hidrográfica de 729,5 quilômetros quadrados.

## Ecologia
Tanto o Holje como o Ivo estão abrigados na reserva natural de Liungrida-Ostafor criada pela Natura 2000. No Holje há o ameaçado mexilhão-de-rio. Nos lotes adjacentes ao curso d'água há espécies que demandam umidade oriunda de salpicos d'água. O rio é utilizado tanto para descarte de esgoto (há ao menos um cano de esgoto próximo de Jämshög) e abastecimento. Ao longo de seu curso há diques para drenagem; 35% do curso está naturalmente preservado, enquanto outros 44% estão diligentemente limpos.  As alterações antropogênicas criaram ao menos oito obstáculos no Holje às espécies aquáticas que migram de sua montante à sua jusante. Além do mexilhão, se encontra no Holje a guarda-rios-comum, a lontra-europeia e a diquelima.
Em Holje, apenas 3% da superfície do curso d'água é classificada como possivelmente boa, se aplicando principalmente ao açude na fábrica de Östafors e à fábrica da Volvo em Olofström. Avalia-se que apenas 30% da bacia é utilizável à criação da consumida truta marisca, enquanto apenas 21% da bacia é adequada à pesca. Por toda a extensão do Holje há o crescimento de plantas subaquáticas, sobretudo de folhas inteiras. Seu fundo é dominado por detritos (sobretudo areia) que constituem uma proporção igual à dos fundos de cascalho. Ao longo das praias de Holje há muitas vegetação arbustiva.
Há proporção muito maior de floresta de coníferas (61,9%) e um pouco mais de zonas úmidas (2,7%) em sua área de influência em relação aos demais rios locais, mas como sua área de captação é relativamente menos aberta, há uma proporção menor de terras cultiváveis (3,7%) e/ou pastagens (11,1%). Tem inclinação muito mais acentuada (0,23%) em comparação com o trecho inferior entre a foz no Ivo e a foz do mar, que é consideravelmente mais plana (0,09%).